# Bodoni
Bodoni är en serie typsnitt, som 1798 designades av Giambattista Bodoni.